# أموركا
أموركا هي الرواسب المائية التي تستقر من زيت الزيتون التي لم تتم تصفيتها مع مرور الوقت وهي مريرة الطعم مظلمة اللون .
تاريخيًا تم استخدامها لعدة أغراض كما وصفها كاتو الأكبر وبعده بليني الأكبر ومن هذه الاستخدامات:
- تشير كاتو إلى استخداماتها كمواد بناء ومبيدات الآفات ومبيدات الأعشاب والمكملات الغذائية للأكسجين والأشجار والمواد الحافظة الغذائية، كمنتج صيانة للجلد، البرونز، والمزهريات، وكعلاج للحطب لتجنب الدخان. كما انها تنتج من عمليه عصر الزيتون بكافه أنواعه فعندما يتم عصر الزيتون يكون الزيت مركز داكن اللون ويتم بعد ذلك تصفيته لعده مرات لكي يتم التخلص من أموركا (الطرطب) التي تكون في قاع الإناء ولا توجد دراسات كافيه تؤكد على خطورة أو مدى سمية هذه المادة وأحيانُا تعتبر كماده مغذيه إلى حدٍ ما.[1]